# Ахмед, Таджуддин
Таджуддин Ахмед (бенг. তাজউদ্দীন আহমদ; 23 июля 1925, дер. Дардария, Британская Индия — 3 ноября 1975, Дакка, Бангладеш) — первый премьер-министр Бангладеш (1971—1972), соратник Муджибур Рахмана.

## Биография
В 1953 году окончил экономический факультет Университета Дакки и получил диплом бакалавра (с отличием). Позже он получил юридическое образование в 1964 году. Ахмед увлёкся политикой ещё в молодости, вступив в Мусульманскую лигу в 1943 году. После раздела Британской Индии он покинул партию в знак протеста против её политики в отношении к Восточному Пакистану. В 1949 году стал одним из основателей Авами Лиг.
После введении военного положения в стране в 1958 году, Авами Лиг была запрещена и Таджуддин провёл в тюрьме около года. После освобождения он участвовал в демократическом движении под руководством Хусейна Шахида Сухраварди, выступал против военного правления Мухаммеда Айюба Хана, за что снова был заключён в тюрьму. Сыграл важную роль в возрождении Авами Лиг в 1964 году, и был избран секретарём партии. Затем вновь был арестован в апреле 1964 года, и был выпущен только в следующем году. В 1966 году был избран генеральным секретарём Авами Лиг, в этом же году был арестован за антиправительственную агитацию, правительство Восточного Пакистана освободило его в 1969 году после массовых акций протеста населения. В 1970 году стал членом Национальной Ассамблеи.
Авами Лиг получила подавляющее большинство голосов на всеобщих выборах в 1970 году. Но правительство Пакистана отменило результаты голосования. После этого в Восточном Пакистане прошли беспрецедентные акции протеста под руководством Рахмана Муджибура. Выступил одним из организаторов беспорядков 25 марта 1971 года он принял решение эмигрировать в Индию, после того как пакистанская армия начала массовые убийства бенгальского населения. Он стал премьер-министром правительства Бангладеш в изгнании, и занимал данный пост во время Войны за независимость. После того как Бангладеш получил независимость, вернулся в страну 22 декабря 1971 года и стал премьер-министром нового независимого государства. Затем данный пост занял Муджибур Рахман, а Таджуддин Ахмед стал главой министерства финансов Бангладеш. Принимал участие в разработке Конституции Бангладеш. После убийства Муджибура Рахмана 15 августа 1975 года, политическая ситуация в стране изменилась, и Таджуддин Ахмед был арестован 23 августа этого же года. 3 ноября 1975 года он был зверски убит в Центральной тюрьме Дакки, вместе с ещё тремя соратниками по партии.